# DeKalb County, Alabama
DeKalb County är ett county i den amerikanska delstaten Alabama. 2012 uppskattades countyt ha 71 080 invånare. Den administrativa huvudorten (county seat) är Fort Payne.

## Geografi
2013 hade countyt en total area på 2 016,78 km². 2 012,66 km² av arean var land och 4,12 km² var vatten.

### Angränsande countyn
- Jackson County, Alabama - nord
- Dade County, Georgia - nordöst
- Walker County, Georgia - öst
- Chattooga County, Georgia - öst
- Cherokee County, Alabama - sydöst
- Etowah County, Alabama - syd
- Marshall County, Alabama - väst

### Orter
- Fort Payne (huvudort)
- Fyffe
- Mentone
- Sylvania